# سيرهي مايبورودا
سيرهي مايبورودا (بالأوكرانية: Майборода Сергій Сергійович)‏ هو لاعب كرة قدم أوكراني في مركز الوسط، ولد في 21 نوفمبر 1997 في أوكرانيا. لعب مع زوريا لوهانسك.

## وصلات خارجية
- سيرهي مايبورودا على موقع اتحاد أوكرانيا (الإنجليزية)
- سيرهي مايبورودا على موقع قاعدة بيانات كرة القدم.إي يو (الإنجليزية)
- سيرهي مايبورودا على موقع Soccerway.com (الإنجليزية)